# كارل لودفيج جيسيك
كارل لودفيج جيسيك (بالألمانية: Carl Ludwig Giesecke)‏ (و. 1761 – 1833 م) هو عالم نبات، وممثل، وlibrettist، وأستاذ جامعي، وشاعر قانوني، وممثل مسرحي من ألمانيا . ولد في آوغسبورغ .
توفي في دبلن ، عن عمر يناهز 72 عاماً.

## روابط خارجية
- كارل لودفيج جيسيك على موقع ميوزك برينز (الإنجليزية)